# Sanaga (A.60) jezici
Sanaga (A.60) jezici (privatni kod: sana), jedna od 4 podskupine mbamskih jezika koja obuhvaća (2) jezika iz Kameruna, to su leti [leo], tajni jezik naroda Mangisa, čiji je dnevni jezik mengisa [mct], a broj korisnika je nepoznat (47.000 etničkih), i jezik tuki [bag], 26.000 (1982 SIL) duž rijeke Sanaga i sjeverno od nje između gradova Ombessa i Ntui.
Zajedno s podskupinama zapadni (A.40 mbam), zapadni (A.60) mbam i Yambasa (A.60) jezicima čini širu mbamsku skupinu.

## Vanjske poveznice
- Ethnologue (14th)
- Ethnologue (15th)